# Valentin Feurstein
Valentin Feurstein, nemški general, * 18. januar 1885, † 8. junij 1970.